# Anemometar
Anemometar je mjerni instrument za mjerenje jačine vjetra i brzinu strujanja zraka. Uloga anemometra je mjerenje nekoliko ili svih komponenata vektora vjetra. Idealni mjerač vjetra bi trebao reagirati na najmanji povjetarac i vjetrove poput uragana, imati linearni izlaz i trenutno reagirati na turbulentne fluktuacije. U stvarnosti mjerači vjetra ne mogu reagirati na vjetrove male snage, a ni izdržati jake vjetrove.
Vjetar je vodoravno strujanje zraka koje nastaje zbog nejednakosti tlaka u zemljinoj atmosferi. Određen je brzinom i smjerom. U meteorologiji službena jedinica za brzinu vjetra je m/s, dok je smjer određen engleskim kraticama strana svijeta (npr. E, NE, SW). Mjerenje vjetra vrši se na visini od 10 metara iznad tla kako bi se izbjegli negativni utjecaji od miješanja vjetra pri samom tlu uzrokovani od raznih čimbenika. Brzina se izražava najčešće u km/h, m/s ili čvorovima (kt - engl. knot).

## Objašnjenje
Brzina vjetra mjeri se anemometrima, koji se razvrstavaju u skupine prema tome da li mjere trenutne ili srednje brzine vjetra, da li su za ručnu (prijenosnu) upotrebu ili su stalno postavljeni (obično uz vjetrulju na visini od 10 metara nad tlom). Svaki anemometar ima mjerno osjetilo (senzor) i pokazivalo brzine. Najrašireniji oblik anemometra ima senzor u obliku 3 ili 4 čašice (šuplje polikugle, takozvani Robinsonov križ), koje su simetrično učvršćene kracima na okomitu osovinu oko koje se vrte (rotiraju).
U svakom trenutku jedna od čašica pruža najveći otpor strujanju zraka, pa nastala vrtnja pobuđuje električni napon, koji se mjeri voltmetrom umjerenim (baždarenim) u nekoj od jedinica brzine vjetra. Anemometri rotacijskog tipa imaju različite sustave brojenja prijeđenog puta vjetra. U mehaničkim se tipovima okretanje čašica prenosi na vijak, a broj okretaja može se pročitati na brojilima. Mjerenjem pripadnog vremena može se računski odrediti i srednja brzina vjetra.
Suvremeni rotacijski anemometri rade na optoelektričnom načinu rada: u kućištu anemometra na istoj osovini okreće se i pločica s rupicama kojoj se brzina okretanja mjeri elektronički, pa se na digitalnim pokazivalima može dobiti ne samo trenutna već i srednja brzina za pogodno dugo vrijeme (obično 1 minuta, 10 minuta, 30 minuta ili 1 sat).
Za određivanje trenutne brzine vjetra služe i anemometri koji rade na osnovu Prandtl-Pitotove cijevi, koja trenutnu brzinu određuje razlikom dinamičkog i statičkog tlaka vjetra. Takav tip anemometra mehanički je vezan na vjetrulju da bi uvijek bio u smjeru odakle puše vjetar. Anemometar na tenzometrijskom principu vrlo je podesan za mjerenje vrlo kratkih oscilacija vjetra. Na gornjem je kraju tanke cijevi učvršćeno od 10 do 12 jednako postavljenih čašica. Zbog djelovanja vjetra cijev se deformira (savija), a veličina je deformacije sukladna (proporcionalna) kvadratu brzine vjetra. Deformacija cijevi mjeri se tenzometrom. Za istraživačke svrhe služe anemometri s vrućom žicom, koji su osobito podesni za mjerenje malih brzina vjetra. Temelje se na mjerenju utjecaja vjetra na posve tanku žicu od platine, zagrijanu na oko 100 °C. Iz mjerenja jakosti struje, koja je potrebna da bi se žica zadržala na odabranoj temperaturi, može se proračunati brzina vjetra. Sonični anemometri omogućuju znatno preciznije mjerenje brzine vjetra nego klasični anemometri. Osnivaju se na mjerenju ultrazvučnih valova usmjerenih okomito na plohu mjernog osjetila (senzora).

## Vrste anemometara

### Anemometar s lopaticama
Anemometar s lopaticama je najčešće upotrebljavana vrsta anemometra. Jeftiniji su u odnosu na druge vrste anemometara i mogu biti vrlo robusni. Sastoje se od 3 ili 4 lopatice koje su smještene okomito na vodoravne nosače. Vodoravni nosači smješteni su na zajedničku osovinu koja se okreće zajedno s lopaticama. Osovina je spojena na električni pretvornik koji proizvodi električni izlazni izmjenični signal čiji napon i/ili frekvencija je proporcionalna brzini vjetra. Još jedan od načina mjerenja brzine vjetra je preko optičkog pretvornika tako da se stvaraju impulsi, svaki put kad rotirajući krug prekine zraku svjetlosti. U slučaju da se stvaraju impulse, srednja brzina vjetra izračuna se na osnovu poznavanja broja impulsa u određenom vremenskom intervalu.
Neke svojstvene vrijednosti vezane uz ovu vrstu anemometra su točnost od ± 4%, rezolucija 0,1 m/s, te mjerni opseg od 1 do 75 m/s. Smjer vjetra se osim stranama svijeta može prikazati i u obliku stupnjeva (W = 270°, SW = 225° itd.). Može se odrediti npr. potenciometrom. Napon uzbude se dovede na potenciometar, a izlazni signal je analogni napon direktno proporcionalan kutu azimuta. Ovi instrumenti prikazuju kut od 0° do 360° s točnošću od ± 5° i rezolucijom od 1°.

### Ultrazvučni anemometar
Ultrazvučni anemometar koristi ultrazvučne valove za mjerenje brzine i smjera vjetra. Brzina vjetra određuje se tako da se mjeri vrijeme koje je potrebno ultrazvučnom impulsu da prođe put između fiksnog odašiljača i fiksnog prijemnika. Brzina vjetra će povećati ili smanjiti brzinu zvuka ovisno o tome u kojem smjeru vjetar puše. Određuje se komponenta brzine vjetra na tom putu. Vrlo su prikladni za mjerenje turbulencija. Kako nemaju pomične dijelove pogodni su za dugoročnu upotrebu u udaljenim automatiziranim stanicama i tamo gdje na točnost i pouzdanost tradicionalnih anemometara s lopaticama utječe slani zrak ili velike količine prašine. Neki od nedostataka su im skupoća i gubitak signala za vrijeme jake kiše ili snijega.

### Laser doppler anemometar
Laser doppler anemometar služi za mjerenje smjera i brzine fluida (vjetra). Ovi anemometri rade na načelu križanja dvije zrake monokromatskog, koherentnog svjetla iz lasera. Laserska zraka se najprije podijeli u dvije zrake jednakog intenziteta. Zatim su zrake usmjerene u optička vlakna koja ih dovode do optike sonde. Žarišna duljina leća sonde određuje veličinu i poziciju na kojemu se križaju te dvije zrake. Optika se koristi da bi se dvije laserske zrake dovele u točku za mjerenje gdje se one križaju. Mjerni obujam koji nastaje križanjem te dvije zrake ima oblik elipsoida. Tamo gdje se zrake križaju nastaju ravnine visokog intenziteta svjetlosti i između njih ravnine niskog intenziteta koje su okomite na ravninu laserske zrake. Prostor između ravnina je određen postavljenim optičkim čimbenicima, odnosno valnom duljinom optičkog svjetla i kutom između zraka.

### Anemometar s ugrijanom žicom
Anemometar s ugrijanom žicom (eng. hot-wire anemometer) mjeri brzinu vjetra tako da opaža odvođenje topline zbog gibanja zraka. Glavni dio ovih senzora je ugrijana žica kojoj se mijenja otpor zbog odvođenja topline koja je u ovisnosti o brzini vjetra kojemu je žica izložena. Žica se grije zbog prolaska električne struje. Ako se pretpostavi da je žica u temperaturnoj ravnoteži s okolinom, tada je energija potrebna da bi se ugrijala žica jednaka energiji koja se gubi zbog odvođenja topline konvekcijom. Anemometri s ugrijanom žicom zbog svoje velike brzine odziva najčešće se koriste za mjerenje turbulentnih strujanja. Također se koriste za mjerenje svih brzih promjena fluktuacija. Umjesto ugrijane žice često se koristi i metalni film.
Kod anemometara s ugrijanom žicom, žica je pričvršćena za dva držača malih dimenzija kako ne bi znatnije utjecali na brzinu strujanja na mjestu na kojem je postavljen anemometar. Žica je najčešće izrađena od platine jer je dobro otporna na oksidaciju i ima dobar temperaturni koeficijent (0,003/°C). Dimenzije žice su od 4 do 10 μm u promjeru i 1 mm u duljinu. Zbog svojih malih dimenzija su krhke i zbog toga pogodne samo za mjerenje strujanja čistih plinova. Za onečišćene plinove i fluide koristi se platinasti film koji je premazan na kvarcnu ili keramičku podlogu.

### Pitotov anemometar
Pitotov anemometar služi za točno mjerenje diferencijalnog tlaka, ali i za mjerenje brzine strujanja zraka i plinova. Opremljen s Pitotovom cijevi. Ovaj anemometar služi prije svega za mjerenje vrlo visokih brzina zraka.